# 地藏十轮经
《大乘大集地藏十輪經》，簡稱《地藏十轮经》（梵文：Daśacakra Kṣitigarbha Sūtra；藏文：སའི་སྙིང་པོ་འཁོར་ལོ་བཅུ་པའི་མདོ）, 為大乘佛教經典，屬於地藏菩薩三經之一。地藏菩薩三經分別是《大乘大集地藏十輪經》、《地藏菩薩本願經》、與《占察善惡業報經》。在這三部經當中，《大乘大集地藏十輪經》的篇幅最長，所涵蓋的內容也較廣。經末隨附的序言指出：十輪經者，則此土末法之教也。

## 譯本

### 漢譯本
目前流通之漢譯本以唐朝三藏法师玄奘翻譯的版本為主。《大方廣十輪經》，為《大乘大集地藏十輪經》之同本異譯，譯者不詳。
另有《佛說地藏菩薩陀羅尼經》，係《大方廣十輪經》之序品。

### 藏譯本
藏文譯本譯自玄奘漢文譯本。

## 全經構成
此經一共八個品，隨後附加序一篇，序之作者不詳。
1. 《序品第一》 
內容為如來介紹地藏菩薩。
2. 《十輪品第二》
由地藏菩薩發問後，如來說出十佛輪。
其中提到以數息觀修定，以深入三藏修誦，根基不足無法修定誦者，先修營福。
3. 《無依行品第三》
最先列出一些行為條例，若隨有一項則修定或修三摩地不成。
又列出五無間大罪與四種惡業根本之罪以及其相關探討。隨即探討皈依三寶，與毀謗三寶定義的細微講解。
4. 《有依行品第四》
延續毀謗三寶定義的細微講解，進而解說三乘分別，著重於三乘次第，以及隨順眾生根器，因材施教。
5. 《懺悔品第五》
內容為眾有情懺悔敘述。
6. 《善業道品第六》
內容為十善業道講解，
此經內的十善業道分別為：遠離殺生、離不與取、離欲邪行、離虛誑語、離離間語、離麤惡語、離雜穢語、遠離貪欲、遠離瞋恚、遠離邪見。
7. 《福田相品第七》
內容類似於六度，但項目有許多出入，
分別為：財施、法施、淨戒、安忍、精進、靜慮、般若、善巧方便、大慈、大悲、堅固大忍。
8. 《獲益囑累品第八》
如來講解《大乘大集地藏十輪經》的總結。